# Jeu royal d'Ur
Le jeu royal d'Ur, ou jeu des vingt carrés, est un jeu de l'ancienne Mésopotamie. Il est connu par deux plateaux, découverts dans des tombes royales d'Ur par Leonard Woolley dans les années 1920. La surface des tableaux en bois est couverte d'une âme de bitume avec une marqueterie de coquillages, de cornaline et de lapis-lazuli formant les riches ornements des cases du jeu. Ces plateaux sont datés d'environ 2600 av. J.-C., ce qui fait du jeu l'un des jeux les plus anciens connus à ce jour avec le senet égyptien. L'un de ces plateaux est exposé au British Museum, à Londres. Un autre plateau du même genre datant de la même époque a été découvert avec soixante pièces de jeu à Shahr-e Sokhteh, dans le Sistan iranien.
Ce jeu se jouait sur un plateau, avec quatre dés à quatre faces et deux équipes de sept pions : les Noirs et les Blancs. Les règles exactes du troisième millénaire ne sont pas connues, mais une tablette datée d'environ 177 av. J.-C., écrite par le scribe Itti-Marduk-Balāṭu, permet de les reconstituer en partie. Des graffitis représentant le plateau de jeu ont été retrouvés au dos de statues de taureaux à tête d'homme gardant les portes du palais Sargon II.

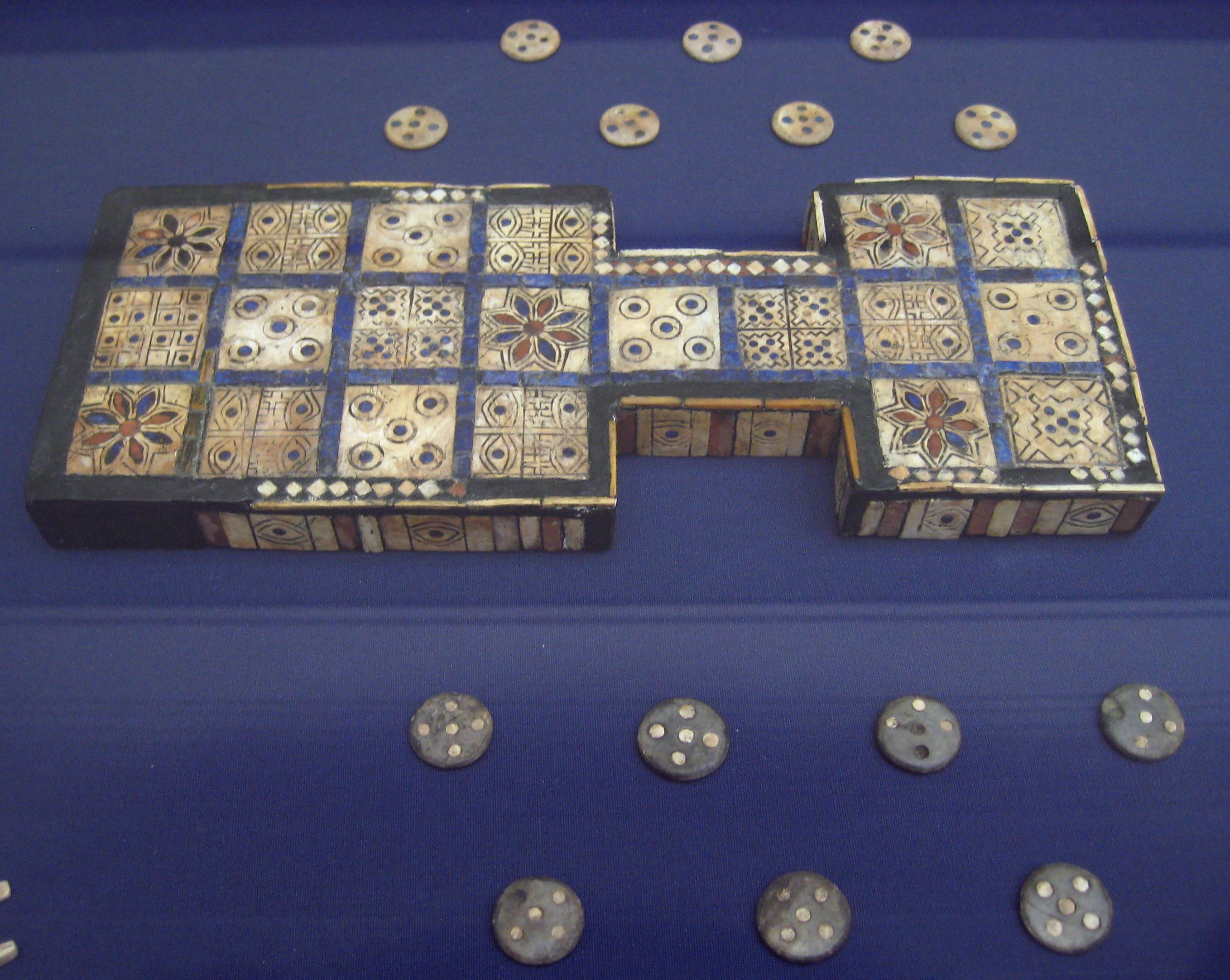
Plateau du British Museum.
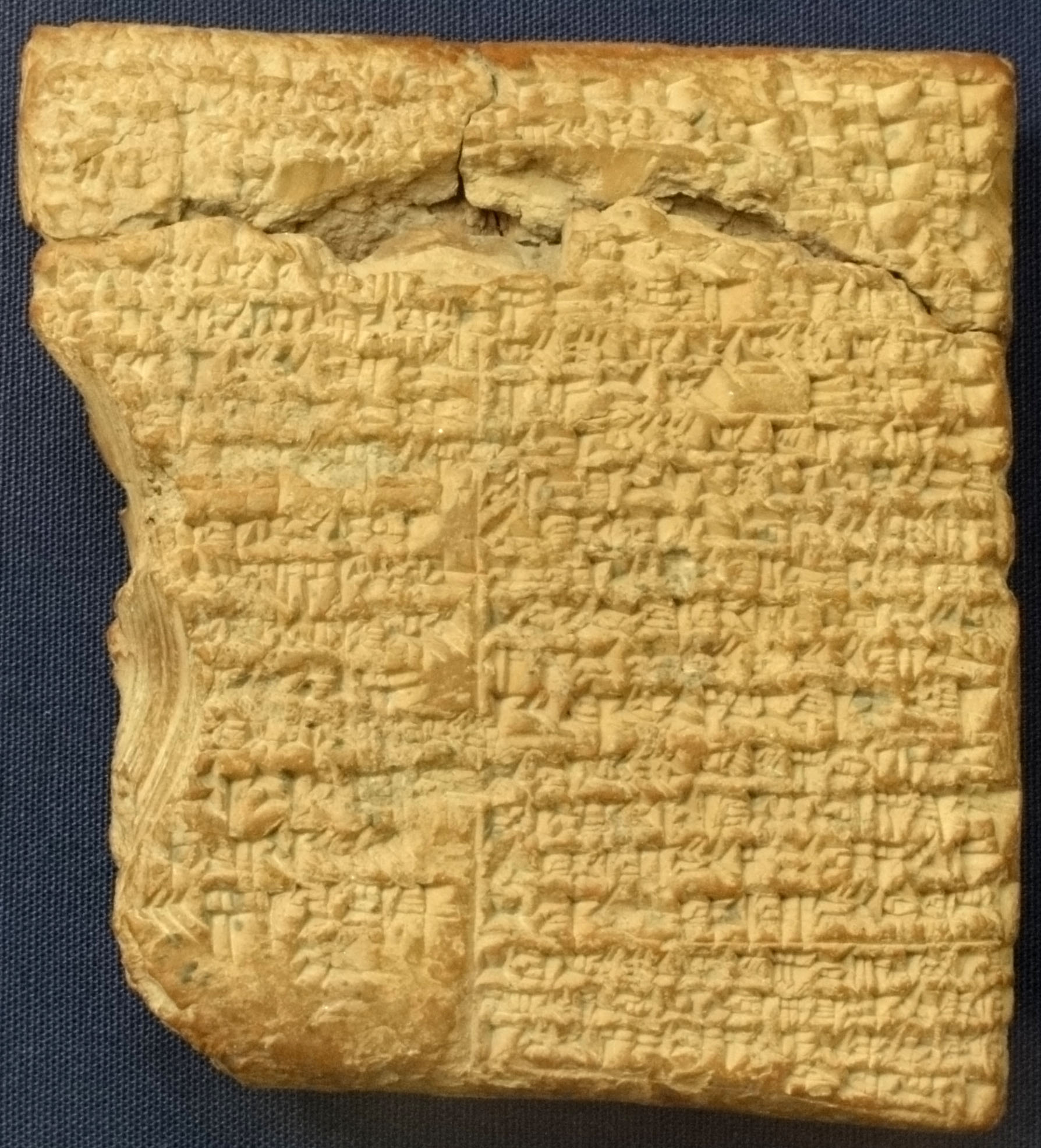
Tablette des règles du jeu, datée de -177 (British Museum).
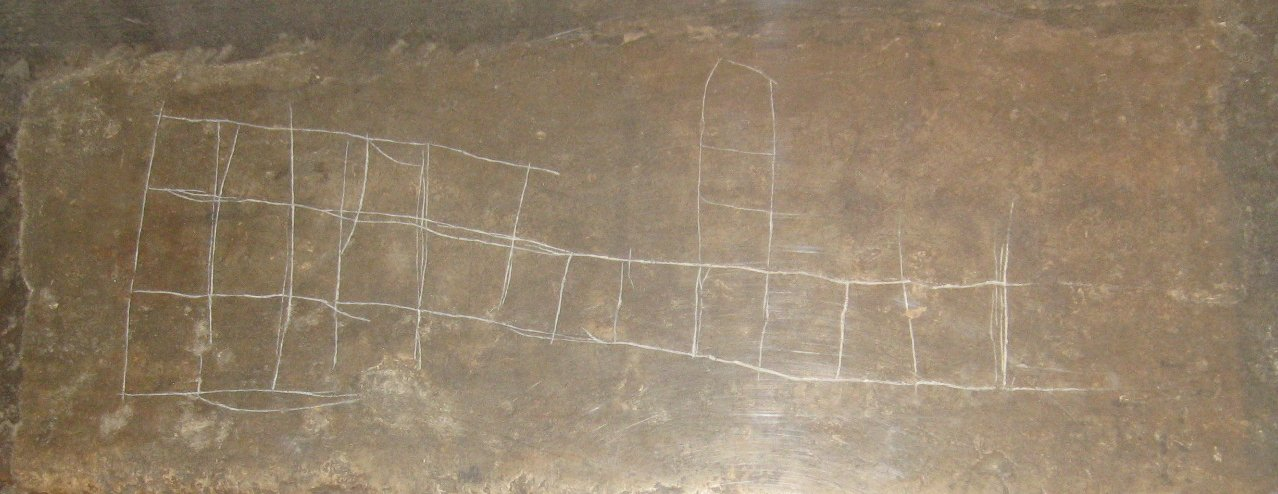
Graffiti représentant le plateau du jeu.

## Livres
- Jack Botermans, Tony Burrett, Peter van Delft, Carla van Splunteren, Le monde des Jeux, Éditions du Chêne, Paris, 1987  (ISBN 2-85108-512-3).
- Irving Finkel, « La tablette des régles du jeu royal d'Ur », dans Jouer dans l'antiquité. Musées de Marseille u. a., Marseille u. a. 1991  (ISBN 2-7118-2499-3), p. 154-155
- Irving Finkel, « On the rules for the Royal Game of Ur », dans Ancient Board Games in Perspective, British Museum Press, Londres, 2007, p. 16–32
- Jean-Marie Lhôte, Histoire des jeux de société. Géométries du désir, Flammarion, Paris, 1994  (ISBN 2-08-010929-4).